# Potteric Carr Nature Reserve
Potteric Carr Nature Reserve är ett naturreservat i Doncaster i Storbritannien. Det ligger i grevskapet South Yorkshire och riksdelen England, i den sydöstra delen av landet, 230 km norr om huvudstaden London.